# 阿登诺蟾属
阿登诺蟾属（学名：Adenomus）是蟾蜍科下的一个属。

## 下属物种
本属包括以下物种：
- 康迪安矮蟾蜍 Adenomus kandianus (Günther, 1872)[3]
- Adenomus kelaartii (Günther, 1858)